# Famille da Leca

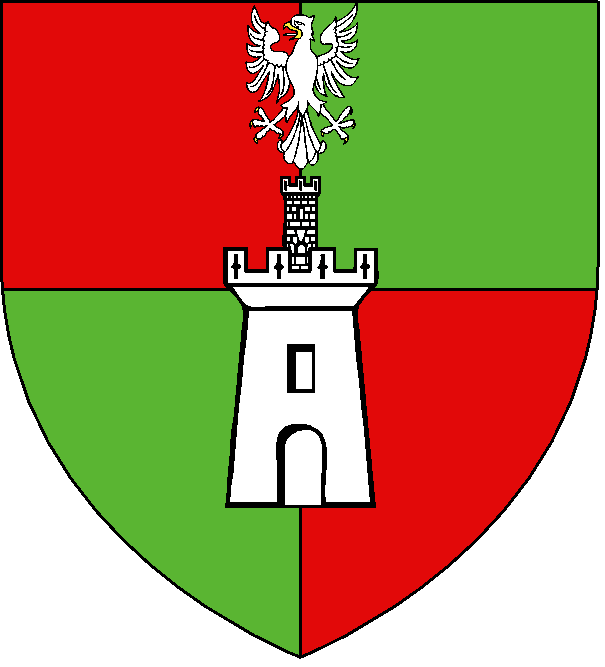
Armoiries de la famille da Leca

La famille da Leca est une puissante famille de la noblesse féodale corse.

## Origines
Les da Leca, comme beaucoup d'autres familles féodales corses, seraient descendantes d'Ugo Colonna, et sont probablement apparues au IXe siècle.
Ils sont originaires du delà-des-monts où ils possédaient leur fief, l'un des plus puissants de la région.  
Le nom Leca vient du château de Leca, situé sur le territoire de la commune d'Arbori. La forteresse reconstruite au milieu du XIVe siècle par le comte Arrigu di Cinarca, est donnée à son neveu Restorucciu ancêtre des seigneurs de Leca.

## Histoire
C'est une famille Cinarchesi, c'est-à-dire issue de Cinarco fils cadet d'Ugo Colonna et frère de Bianco Colonna. Grâce à leurs conquêtes et unions ils agrandirent considérablement leur domaine jusqu'à contrôler au XIVe siècle la moitié de la Terra di Signori, à l'époque en lutte avec Gênes. La seigneurie  da Leca était composée des châteaux de : Sia, Geneparo, Foce d'Orto, Zurlina, Leca, Lisa et Cinarca. Ils prirent alors le titre de comte de Cinarca,,,,,. 
Au XVIe siècle Giovan Paolo di Leca (comte de Cinarca) est élu par le peuple comte de Corse. Il sera le dernier comte de Corse.
Le comte de Corse est traditionnellement le souverain de l'île entière et est élu par le peuple (représenté par piéves). Le comte de Corse a donc un rang supérieur à tous les autres seigneurs de Corse car il est souverain, ce titre est associé à la légende d'Ugo Colonna.
Cette famille fut l'une des plus farouches opposantes de Gênes.
Après la chute de Giovan Paolo, la plupart des Leca s'exileront en Aragon.
Comme personnages importants on peut citer :
- Rinuccio da Leca
- Raffé da Leca[9]
- Giovan Paolo di Leca

## Héraldique
Le blason des da Leca est à l'origine écartelé 1 et 4 de gueules, 2 et 3 de sinople. Ce pavillon sera utilisé comme symbole par les rebelles corses opposés à gêne jusqu'au XVIIIe siècle, . 
Après leur union avec la famille della Rocca, ils rajoutèrent une tour d'argent et un aigle. L'aigle vient d'Arrigo della Rocca qui s'est fait couronner sous une bannière surmontée d'un aigle.
Écartelé 1 et 4 de gueules, 2 et 3 de sinople; brochant sur le tout une tour donjonnée à senestre d'argent surmonté d'une aigle au vol éployé du même.

Il existe une autre variante de ce blason, visible notamment sur celui de la ville de Corte.

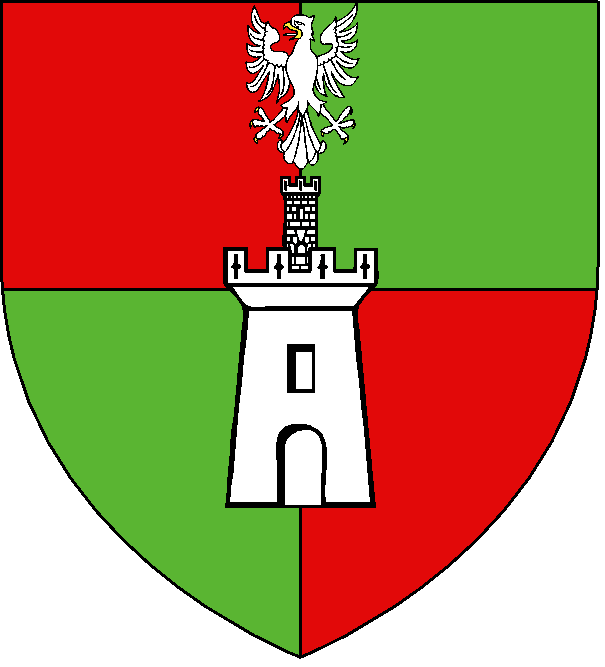
Blason des da Leca
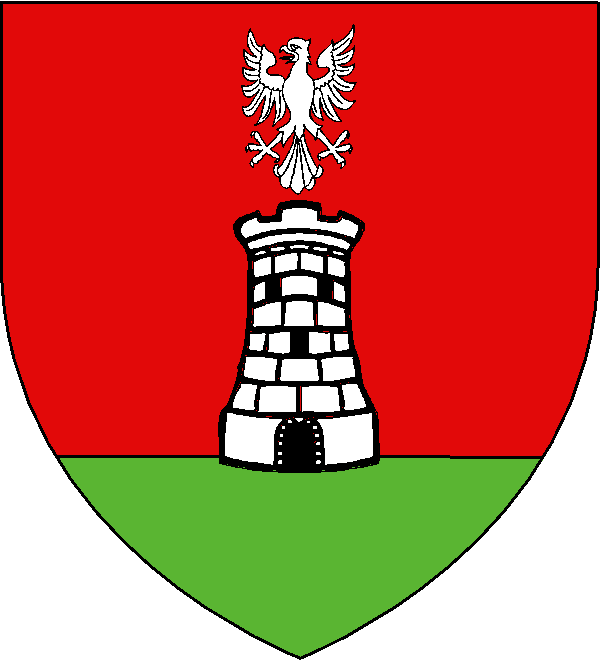
Autre blason des da Leca
Blason de la ville de Corte

Les da Leca exilés en Espagne adoptèrent les armes suivantes : D'argent à trois fasces deux de gueules et de sinople au centre chargée d'un château et de deux lions rampants d'argent.

## Pour approfondir